# 트레 쿨
프랭크 에드윈 라이트 3세(Frank Edwin Wright III, 1972년 5월 4일 ~ )는 예명인 트레 쿨로 알려진 미국의 음악가로, 록 밴드 그린 데이의 드러머로 가장 잘 알려져 있다.